# Rachael Cavalli
Rachael Cavalli (Indianápolis; 8 de julio de 1984) es una actriz pornográfica y modelo erótica estadounidense.

## Biografía
Natural del estado de Indiana, Cavalli se mudó a Los Ángeles para perseguir sus sueños de convertirse en actriz y modelo, pero el encanto de las películas para adultos definitivamente la entusiasmó, ingresando en la industria del cine para adultos en 2017.
Rachael ha tenido la oportunidad de trabajar con las principales compañías como Jules Jordan Video, Wicked Pictures y Devil's Film durante su carrera, entre otras.

## Premios y nominaciones
| Año  | Ceremonia       | Resultado | Premio                                   | Trabajo                        |
| ---- | --------------- | --------- | ---------------------------------------- | ------------------------------ |
| 2019 | Premios Urban X | Nominada  | MILF Performer                           |                                |
| 2020 | Premios AVN     | Nominada  | Premio de los fans: MILF más caliente    |                                |
| 2021 | Premios AVN     | Nominada  | Premio de los fans: MILF más caliente    |                                |
| 2021 | Premios XBIZ    | Nominada  | Mejor escena de sexo en realidad virtual | Naughty Weddings 26216         |
| 2022 | Premios AVN     | Nominada  | Artista MILF / Cougar del año            | —                              |
| 2022 | Premios XBIZ    | Nominada  | Artista MILF del año                     | —                              |
| 2022 | Premios XBIZ    | Nominada  | Mejor escena de sexo en realidad virtual | Thanksgiving 2020 VR           |
| 2023 | Premios AVN     | Nominada  | Artista MILF / Cougar del año            | —                              |
| 2023 | Premios XBIZ    | Nominada  | Artista lésbica del año                  | —                              |
| 2024 | Premios AVN     | Nominada  | Artista MILF / Cougar del año            | —                              |
| 2024 | Premios XBIZ    | Nominada  | Artista MILF del año                     | —                              |
| 2024 | Premios XBIZ    | Nominada  | Mejor escena de sexo en realidad virtual | Thankful for Fucking           |
| 2025 | Premios AVN     | Nominada  | Mejor escena escandalosa de sexo         | Beetlejuice XXX: A Porn Parody |
| 2025 | Premios XMA     | Nominada  | Mejor escena de sexo en película lésbica | Lesbian Threesomes 2           |